# Claudine Drai
Pour les articles homonymes, voir Drai.
Claudine Drai (née le 21 février 1951 à Paris) est une artiste plasticienne française.

## Biographie
Reçue, en 1975, au concours d’entrée à l’École nationale supérieure des beaux-arts, elle décide de travailler en autodidacte. En 1984 elle suit une année de cours à l’École Supérieure de dessin d’Art de Montparnasse. Au fil des années cette artiste invente des mondes et des espaces où la sensation de la matière - papier, soie, parfum, mot, lumière - éveille tous nos sens. Ainsi, c'est en 1994 que Claudine Drai effectue ses premières recherches sur le parfum et intègre l’olfaction dans ses créations grâce à sa rencontre et à sa collaboration avec Barbara Le Portz, Directrice de la Division Française de Parfumerie Fine chez Quest International.  
En 1999, elle effectue son premier voyage et organise sa première exposition au Japon. Elle ouvre son champ de création en 2001 avec la mise en scène de ses textes Visage de craie, réalisée par Stéphane Vérité au théâtre Le Proscenium en Île-de-France. Elle renouvelle ce type d'expérience en juin 2005. 
C'est à partir de son univers artistique que fut créé le spectacle Corps de craie à la Maison Folie Wazemmes de Lille.
En 2025, Laurent Le Bon, président du Centre Pompidou, et Xavier Rey, directeur du Musée national d’art moderne (MNAM), font l'acquisition de l'une de ses œuvres, parmi quatre cents œuvres « énormément bizarres ».

## Citation
« Les parfums, la lumière, l'espace se vivent comme des émotions qui se dévoilent, comme une histoire sensible à côté de l'histoire du regard. » (entretien de Claudine Drai avec Harry Bellet, Paris, juin 2005)
« On nomme les choses, comme s'il fallait prendre appui sur les mots pour reposer soi-même sur le sol. Alors que dissocier les espaces au fond de soi, c'est impossible, puisqu'on les vit et on les perd en même temps. Ce sentiments d'abîme, je le mets ailleurs, dans ce geste de papier. Et puis je le retrouve. »(ibidem)

## Expositions personnelles
- de 1998 à 1990 : Art Jonction International, Galerie Sculptures, Nice.
- 1991 : Intérieur, Galerie Philippe Gand, Paris.
- 1993 : Passion, Galerie Philippe Gand, Paris.
- 1995 : 1er Salon International d’Art Contemporain, Art Strasbourg, Galerie Philippe Gand, Strasbourg.
- 1996 : Galerie Arlette Gimaray, Paris.
- 1997 : Galerie Arlette Gimaray, Paris.
- 1999 : Gallery Hasegawa (Ginza), Tokyo, Japon.
- 1999 : Hasegawa Space concept Company (Nihonbashi), Tokyo, Japon.
- 1999 : NICAF (Nippon International Art Fair), Gallery Hasegawa, Tokyo, Japon.
- 2005 : Claudine Drai, La Piscine, Musée d’Art et d’Industrie, Roubaix, mai – 26 juin.
- 2005 : Présences, Galerie Jérôme de Noirmont, Paris, 14 septembre – 13 octobre (catalogue).
- 2008 : Installation Roissy CDG, Aéroport Roissy Charles de Gaulle, œuvre permanente inauguration - 30 janvier
- 2009 : Instant Poète (Installation), FI’ART, Centre Pompidou, Paris - 30 mai - 8 juin
- 2010 : Les Hivernales, Maison Jean Vilar, Avignon, France - 2 février - 28 février
- 2017 : Le festin des anges, Maggazzino Gallery, Venise[3]
- 2018 : L'âme du temps, Maison Guerlain[4],[5]

## Expositions collectives
- 1983 : Image Humaine, Galerie Sculptures, Paris.
- 1984 : Salon de la Jeune peinture, Grand Palais, Paris.
- 1984 : Hommage à Balzac, Galerie Sculptures, Paris.
- 1985 : Salon de la Jeune Peinture, Grand Palais, Paris.
- 1986 : Salon du Dessin, Grand Palais, Paris.
- 1986 : Biennale d’Avignon au Palais des Papes, Avignon.
- 1987 : Femmes Peintres et Sculpteurs, French-German Exhibition, Munich.
- 1987 : Mac 2000, Grand Palais, Paris.
- 1990 : Galerie Philippe Gand, Paris.
- 1991 : Pour saluer le dessin - Michel Brigand, Marc Dautry, Claudine Drai, Francis Herth, Michel Moskovtchenko, Louis Pons..., Musée Ingres, Montauban.
- 1992 : Collages – Images détournées, Musée Ingres, Montauban.
- 1992 : Musée des Beaux-Arts, Pau
- 1993 : Autour de Denise Colomb, Musée Ingres, Montauban.
- 1995 : Galerie Arlette Gimaray, Paris.
- 1996 : Art Strasbourg, Salon International d’Art Contemporain, Strasbourg.
- 1997 : Frankfort Art Fair, Galerie Arlette Gimaray, Frankfort.
- 1998 : Saga, Galerie Arlette Gimaray, Paris.
- 1998 : Frankfort Art Fair, Galerie Arlette Gimaray, Frankfort.
- 1999 : Galerie Arlette Gimaray, Paris.
- 1999 : Art Paris, Galerie Arlette Gimaray, Paris.
- 2000 : Collection Terada, Tokyo Opera City Art Gallery, Tokyo.
- 2002 : Goutte d’Air, installation lors de la première Nuit Blanche dans la Mairie du XVIIIe arrondissement de Paris.
- 2006 : Signes et Prodiges, FIAC 06, 26-30 octobre, Grand Palais, Paris
- 2019 : BRAFA, Galerie A&R Fleury, 26.01 - 3.02.2019, Tour & Taxis (Bruxelles)
- 2019 : Art Paris Art Fair, Galerie A&R Fleury, 4.04 - 7.04.2019, Grand Palais (Paris), Paris

## Filmographie
- 2022: Présence, de Wim Wenders[6]